# Хуссар, Кристо
Кристо Хуссар (эст. Kristo Hussar; 28 июня 2002, Таллин) — эстонский футболист, правый защитник. Игрок сборной Эстонии.

## Биография
На детско-юношеском уровне занимался футболом в школах клубов «Флора» (Таллин) и «Табасалу». С 2018 года выступал за взрослую команду «Табасалу», провёл два сезона в четвёртом и третьем дивизионах Эстонии.
В 2020 году перешёл в «Флору». Дебютировал в высшем дивизионе Эстонии 27 июня 2020 года в матче против «Курессааре», заменив на 79-й минуте Михаэля Лиландера. В 2021 году сыграл свои первые матчи в еврокубках. Вместе с «Флорой» становился чемпионом и призёром чемпионата страны, обладателем Кубка и Суперкубка Эстонии.
Выступал за сборные Эстонии младших возрастов, провёл не менее 40 матчей. В марте 2021 года получил вызов в национальную сборную, когда значительная часть основного состава не смогли поехать на выезд из-за коронавирусных ограничений, однако в матчах остался запасным. Дебютировал в основной сборной 12 января 2024 года в матче против Швеции (1:2), отыграв первые 73 минуты.

## Достижения
- Чемпион Эстонии: 2020, 2022, 2023
- Серебряный призёр чемпионата Эстонии: 2021
- Обладатель Кубка Эстонии: 2019/20
- Финалист Кубка Эстонии: 2020/21, 2022/23
- Обладатель Суперкубка Эстонии (2): 2021, 2024